# 俄巴底亚
俄巴底亚（？-？），是八世纪晚期至九世纪早期一位可萨汗国汗伯克的名称。他说自己是布藍的孙子，也有文件證明。但真正关系不明确，他在位时代鼓勵犹太人到可萨汗国生活，兴建神学院，推广拉比派犹太教。他后来传位儿子希西家。